# Ford models
Форд Моделс (англ. Ford Models) — модельна агенція, заснована подружньою парою Ейлін і Джерард Фордами в 1946 р. Штаб-квартира розташована в місті Нью-Йорк, також є представництва в Чикаго, Маямі, Торонто, Сан-Франциско та ін. На сьогоднішній день компанія Форд має контракт з понад 2500 моделями з усього світу.

## Відомі клієнти
Клієнтами агентства є або були:
- Аманда Байнс
- Кім Бейсінгер
- Кортні Кокс
- Лана Дель Рей
- Дженіс Дікінсон
- Наталя Гоцій
- Періс Гілтон
- Шанель Іман
- Елі Лартер
- Ноемі Ленуар
- Раян Лохте
- Ліндсі Лоан
- Тера Патрік
- Інес Састре
- Тетяна Сорокко
- Шерон Стоун
- Ешлі Тісдейл
- Твіггі